# 司憲 (永樂舉人)
司憲（？—？），山西澤州人，明朝政治人物。

## 生平
永樂九年（1411年）辛卯科山西鄉試舉人，任鄭王府審理正。

## 家族
祖父司禮卿；父司誠甫，贈審理正。子司福，天順四年進士。